# (64390) 2001 UY149
2001 يو واي 149 (ويعرف أيضًا باسم (64390) 2001 يو واي 149 وفق تسمية الكوكب الصغير) (بالإنجليزية: 2001 UY149)‏ هو كويكب ضمن حزام الكويكبات؛ وترتيبه 64390 من حيث الاكتشاف.
اكتُشف هذا الجُرم الفلكي بواسطة بحث لنكولن عن الكويكبات القريبة من الأرض في 23 أكتوبر 2001.

## وصلات خارجية
- (64390) 2001 UY149 في قاعدة بيانات مختبر الدفع النفاث لأجرام النظام الشمسي الصغيرة

- الاكتشاف · مخطط المدار ·  العناصر المدارية · المعلمات المادية

- (64390) 2001 UY149 على موقع ويكي سكاي: DSS2, SDSS, GALEX, IRAS, Hydrogen α, X-Ray, Astrophoto, Sky Map, Articles and images